# پی‌سی‌اس‌ایکس
پی‌سی‌اس‌ایکس (به انگلیسی: PCSX) نرم‌افزار امولاتور کنسول پلی‌استیشن ۱ است. این نرم‌افزار به منظور برابرسازی عملکرد کنسول پلی‌استیشن ۱ در محیط رایانه، برای انجام بازی‌های اختصاصی کنسول در رایانه طراحی شده‌است. این نرم‌افزار نخستین بار، در ۳۱ آگوست ۲۰۰۰ توسط تیم پی‌سی‌اس‌ایکس طراحی و عرضه شد. از ویژگی‌های این برابرساز، قابلیت چندسکویی است و نسخه‌های اختصاصی برای سیستم عامل‌های مختلفی را در بر می‌گیرد. پذیرش pluginهای مختلف و BIOS از ویژگی‌های دیگر این نرم‌افزار می‌باشد.